# Versammlungsverbot vom 13. April 1937
Das Versammlungsverbot vom 13. April 1937 war ein von Heinrich Himmler verfügter Runderlass (RdErl. d. RFSSuChdDtPol. im RMdI. v. 13. April 1937 – S – PP (IIB) 570/36) zum Verbot der „Christlichen Versammlung“. Er wurde am 28. April 1937 zusammen mit dem Verbot der „Siebenten-Tags-Adventisten vom III. Teil“ (Runderlass vom 19. April 1937) und dem Verbot des „Schobdacher Freundeskreises“ (Runderlass vom 20. April 1937) in der Presse veröffentlicht.

## Hintergrund
Bedeutsam war die Einschränkung der Versammlungsfreiheit vor allem für die sogenannte „Christliche Versammlung“, die sich damals im deutschen Reichsgebiet an über 700 Orten zu Gottesdienst und Andacht versammelte. Das Wort „Versammlungsverbot“ ist jedoch nur ein juristischer Begriff für die „Maßnahme einer Untersagung einer Versammlung“ und bezog sich demzufolge auch auf die anderen vorgenannten Glaubensrichtungen.

## Auswirkungen
Eine Aufhebung des Verbots der „Christlichen Versammlung“ wurde von folgenden Bedingungen abhängig gemacht:
- Schaffung einer durchsichtigen, klar strukturierten Organisation
- Aufgabe der unpolitischen, als „staats-“ und „lebensfeindlich“ angesehenen Haltung
- Bekenntnis zum nationalsozialistischen Staat

Unter diesen Bedingungen wurde bereits im Juni 1937 der „Bund freikirchlicher Christen“ gegründet, dessen Gemeinden sich 1941/42 größtenteils dem „Bund der Baptistengemeinden“ anschlossen, der sich daraufhin in „Bund Evangelisch-Freikirchlicher Gemeinden“ umbenannte. Dieser Name wird bis heute verwendet.

## Widerstand
Etwa 5–12 % der ehemaligen Angehörigen der „Christlichen Versammlung“ traten der neuen Organisation nicht bei und hielten bis 1945 geheime Zusammenkünfte ab. Viele von ihnen wurden von Sondergerichten verurteilt; die Strafen wurden zum Teil im KZ vollzogen. Unter anderen waren dies:
- Adolf Autschbach: Strafanstalt
- Otto Bubenzer: Sondergerichtsverhandlung
- Friedrich Emde: Sondergerichtsverhandlung
- Franz Kaupp: Sondergerichtsverhandlung
- Walter Müller: Strafkompanie
- Wilhelm Stolz: Strafanstalt
- Wilhelm Stücher: Sondergerichtsverhandlung
- Willi Windgasse: Gestapo-Haft und KZ Dachau
- Albert Winterhoff: Sondergerichtsverhandlung